# I giovani leoni
I giovani leoni (The Young Lions) è un film del 1958 diretto da Edward Dmytryk, con Marlon Brando, Montgomery Clift e Dean Martin.
Il film è tratto dall'omonimo romanzo I giovani leoni scritto da Irwin Shaw dieci anni prima.

## Trama
Tre uomini, appartenenti ai due schieramenti che si contrappongono nella seconda guerra mondiale: il tedesco Christian Diestl e i due statunitensi Noah Ackerman e Michael Whiteacre.
Il giovane Christian intraprende la carriera militare nella Germania nazista. Gradualmente però il suo entusiasmo, già affievolitosi durante la campagna del Nord Africa, inizia a spegnersi, fino al definitivo crollo in seguito all'ingresso in un lager.
Noah è invece un ragazzo ebreo, interessato più alla letteratura che alla mondanità. Chiamato alle armi, deve subire le vessazioni di compagni di caserma e superiori, salvo poi distinguersi con onore sul campo: in battaglia arriverà perfino a salvare eroicamente due suoi commilitoni, fra i quali proprio uno dei suoi oppressori.
Infine il più maturo Michael, importante impresario di Broadway, che grazie alla sua fama è riuscito a mantenersi lontano dal fronte. Farà comunque i conti con la propria viltà fino a decidersi, quando ormai la guerra è già decisa, a raggiungere i suoi compagni e sarà proprio lui a sparare i colpi mortali contro Christian.

## Premi e riconoscimenti
- 1959 - Premio Oscar
  - Candidatura Miglior fotografia a Joseph MacDonald
  - Candidatura Miglior colonna sonora a Hugo Friedhofer
  - Candidatura Miglior sonoro a Carl Faulkner e 20th Century-Fox Studio Sound Department
- 1959 - Golden Globe
  - Candidatura Miglior promotore di Amicizia Internazionale
- 1959 - Premio BAFTA
  - Candidatura Miglior film a Edward Dmytryk
  - Candidatura Miglior attore straniero a Marlon Brando
- 1959 - DGA Award
  - Candidatura Miglior regia a Edward Dmytryk
- 1958 - Laurel Awards
  - Miglior attore in un film drammatico a Marlon Brando